# Cornel Țăranu
Cornel Țăranu (født 20. juni 1934 i Cluj-Napoca, Rumænien - død 18. juni 2023) var en rumænsk komponist, dirigent og percussionist.
Aranu studerede komposition og musik på Gheorges Dima Akademiet (1951-1957) hos Sigismund Toduță. Han studerede herefter i Paris på musikkonservatoriet (1966-1967) hos Olivier Messiaen og Nadia Boulanger, og tog på seminarer i Darmstadt (1968/1969/1972), hvor han bl.a. studerede musikanalyse hos György Ligeti.
Taranu komponerede fem symfonier, orkesterværker, operaer, filmmusik, kammermusik etc.

## Udvalgte værker
- Symfoni nr. 1 "Brevis" (1962) - for orkester
- Symfoni nr. 2 "Aulodica" (1975-1976) - for orkester
- Symfoni nr. 3 "Signes" (1984) - for orkester
- Symfoni nr. 4 "Ritornele" (1987) - for orkester
- Simfonia da Requiem (2005) – for kor og orkester
- Sinfonietta "Giocosca" (1968) - for strygerorkester
- Sinfonietta "Pro Juventute" (1984) - for strygeorkester
- Klaverkoncert (1966) - for klaver og orkester